# BloodRayne: Venganza de sangre
BloodRayne (Titulada: BloodRayne: Venganza de sangre, en Hispanoamérica) es una película de acción y fantasía que toma lugar en la Rumania del siglo XVIII, dirigida por Uwe Boll. La protagonizan Kristanna Loken, Ben Kingsley, Michael Madsen, Billy Zane,  Michelle Rodriguez, Meat Loaf y Matthew Davis. Está basada en el videojuego del mismo nombre de Majesco y el desarrollador de videojuegos Terminal Reality.
La película fue la tercera adaptación cinematográfica de un videojuego por Uwe Boll, quien hizo previamente las películas basadas en La casa del espanto y Solo en la oscuridad. La película fue absorbida por la crítica tras su lanzamiento, le fue mal en la taquilla y fue rechazada por el coprotagonista Madsen.

## Argumento
La película se centra en el personaje de Rayne, una raza impía de humano y vampiro llamada dhampiro. Los dhampiros no se ven afectados por crucifijos ni por la sed de sangre humana. Ella es la hija del rey vampiro Kagan que ha reunido un ejército de esclavos, vampiros y humanos, a fin de aniquilar la raza humana. Ella fue concebida cuando Kagan violó a su madre, y más tarde fue testigo de su muerte.
Katarin, Vladimir y Sebastián son tres miembros de la sociedad Brimstone, la cual lucha contra los vampiros. Se dan cuenta de que un monstruo de carnaval puede ser un dhampiro, así que Vladimir planea contratarle para que asesine a Kagan. Kagan también está buscando cazarla, temiendo que interfiera con sus planes. Rayne escapa de su cautiverio en el carnaval. En el camino, ella encuentra y salva una familia que está siendo atacada por los vampiros. Una adivina le revela a Rayne que Kagan se ha convertido en el vampiro más poderoso de la tierra y vive en un castillo sumamente protegido. Le dice a Rayne que Kagan busca un antiguo talismán, un ojo místico, y que si ella lo encuentra, le permitiría tener una audiencia con Kagan. Rayne se expone al monasterio para encontrarlo.
Por la noche, Rayne se refugia en el monasterio y más tarde se escabulle hacia el talismán que se encuentra custodiado por un monje deforme que sostiene un martillo. El talismán está protegido además por trampas explosivas y cuando Rayne lo quita de su pedestal, la cámara se inunda con agua bendita. Mientras Rayne se cuelga del techo para evitar el agua, el talismán se cae de la caja pero atrapa el ojo. Examinándolo de cerca, mágicamente el ojo pasa a ser absorbido por su propio ojo, y cuando se cae en el agua, de alguna manera no resulta afectada.
Cuando ella deja la cámara, los monjes explican que el artefacto es una de las tres partes del cuerpo que procedían de un antiguo vampiro llamado Belial, que había encontrado una forma de superar las debilidades de un vampiro. El ojo supera el agua bendita; la costilla supera la cruz; y el corazón supera la luz solar. Las partes se han ocultado a través de las tierras. Como Kagan quiere todas estas partes, se convierte en la misión de los héroes para detenerlo.
Rayne es llevada a la sede de la sociedad Brimstone y acuerdan trabajar juntos para matar a Kagan. Katarin no confía en Rayne y traiciona a Brimstone por su padre Elrich, quien se ha aliado con Kagan, pero busca traicionarlo para ganar poder para sí mismo. La ubicación del talismán del corazón la conoce Katarin, ya que su abuelo lo escondió en unas cuevas llenas de agua. Ella lo busca pero Rayne lucha y la mata por conseguirlo. Con el talismán, Rayne intenta conseguir una audiencia ante Kagan, pero él le arrebata el corazón y la manda al calabozo. Él planea extraer el ojo como parte de un ritual. Se da cuenta demasiado tarde de que Rayne solo le había dado una caja vacía y no el corazón.
Sebastián y Vladimir intervienen, luchando contra Kagan y sus esbirros, pero ambos son heridos fatalmente, dejando a Rayne en una batalla final contra Kagan. Mientras Sebastián muere, tira una última flecha con su ballesta, pero Kagan es demasiado rápido y no se deja alcanzar. Rayne reúne sus últimas reservas de fuerza y hunde la flecha en su corazón. La batalla termina. Rayne se sienta en el trono de Kagan y recuerda con una sonrisa, y luego finalmente deja el castillo y se esfuma en el camino.

## Reparto
- Kristanna Loken como Rayne,  una dhampiro que busca matar a su padre, Kagan.
- Michael Madsen como Vladimir, miembro principal de la Sociedad Brimstone.
- Ben Kingsley como Kagan, el Rey de los Vampiros y el padre de Rayne.
- Michelle Rodriguez como Katarin, miembro de la Sociedad Brimstone que desconfía de Rayne.
- Matthew Davis como Sebastián, miembro de la Sociedad Brimstone que se une con Rayne.
- Will Sanderson como Domastir.
- Geraldine Chaplin como la adivina.
- Udo Kier como el monje Regal.
- Meat Loaf como Leonid, un señor vampiro hedonista encargado de mantener a Rayne en la cárcel, y que posteriormente es asesinado por la Sociedad Brimstone.
- Michael Paré como Iancu.
- Billy Zane como Elrich, padre de Katarin y un poderoso noble. Se ha aliado con Kagan, pero secretamente desea tomar su poder para sí mismo.
- Darren Shahlavi como el sacerdote.

## Producción
La filmación tuvo lugar en Rumanía, en los Cárpatos. La filmación tuvo también lugar en el castillo del príncipe Vlad el Empalador.

## Recepción
El 6 de enero de 2006, la película abrió en 985 teatros a través de los Estados Unidos. En un principio se iba a mostrar en hasta 2.500 teatros, pero ese número se redujo a 1.600 y terminó un poco más abajo debido a que se enviaron copias a teatros que no habían licenciado la película.
Billy Zane estuvo involucrado con el distribuidor Romar Entertainment y Uwe Boll más tarde lo demandó por ingresos adeudados.

### Taquilla
En su apertura, la película hizo sólo $1.550.000. La película terminó recaudando $3.591.980 a junio de 2006 con un presupuesto de 25 millones de dólares.

### Respuesta de la crítica
BloodRayne fue universalmente dejada por el piso por los críticos. En Rotten Tomatoes tiene una calificación de sólo el 4%, lo que significa que de 49 comentarios solo 2 fueron positivos. Ocupó el puesto 48 entre las 100 películas peor catalogadas de Rotten Tomatoes del siglo XXI. Metacritic dio a la película una puntuación de 18% basada en 13 comentarios, resumiendo las críticas como «gran disgusto».
La estrella Michael Madsen había dividido sus sentimientos acerca de la película. Aunque fuertemente despreció el corte final y la producción de la película y ha llamado a BloodRayne "una película horrible y absurda", dijo que disfrutó trabajando con Boll y ciertamente trabajaría con él otra vez si se lo pidiera.
A Laura Bailey, quien hizo la voz de Rayne en los juegos de BloodRayne, se le preguntó en su panel de Anime Boston 2007 lo que pensaba de la adaptación al cine y dijo: «¡Oh, Dios, esa película apesta. Y esa película fue muy mala. La vi en The Movie Channel y no pude ni ver 20 minutos de ella! Era tan mala y estaba un poco triste de que la hicieran porque realmente me gustaron los juegos».
Los críticos ridiculizaron a Boll por contratar prostitutas reales en lugar de actores para una escena con Meat Loaf a fin de ahorrar en costos de producción. Supuestamente se les pagó solo 150 euros.
La escritora Guinevere Turner dijo en el documental de 2009, Tales from the script, que cuando cumplió con su primer borrador del guion de la película dos semanas más tarde, en lugar de solicitar nuevas redacciones Boll aceptó y, luego, hizo muchos de sus propios cambios; y luego le pidió a los actores que «le echaran un vistazo».
Algunos críticos fueron más comprensivos con la película. Berge Garabedian de los comentaristas de JoBlo calificó la película como «realmente muy decente… por lo que es»; es decir, una adaptación del videojuego, con una actriz buena en la forma de Kristanna Loken y un número de secuencias de acción sorprendentemente divertidas y sangrientas. Reconoce que el diálogo es pobre y la historia cojea, pero dice que la película «no es tan mala como se supone» y que es una película de vampiros sangrienta de bajo presupuesto, pero adecuada.
Steve Chupnick de Latino Review le dio a la película una calificación B, diciendo que aunque no era una buena película estaba muy lejos de las peores que ha visto y menciona la escena del desnudo de Kristanna Loken como algo a favor de la película.

### Premios y reconocimientos
La película fue nominada a seis Premios Golden Raspberry de 2006, incluyendo: peor película, peor actriz (Kristanna Loken), peor actor de reparto (Ben Kingsley), peor actriz de reparto (Michelle Rodríguez), peor director y peor guion. BloodRayne no ganó ninguno, ya que fue dominada por Bajos instintos 2 y Chiquito pero peligroso con siete nominaciones cada una.
En 2009, Time la colocó en el puesto 6 en su lista del top diez de las peores películas de videojuegos.
La película fue número uno en la cuenta regresiva de GameTrailers de las peores películas de videojuegos. Los comentaristas de Gametrailers dijeron que «cada actor tiene el personaje equivocado, cada peluca es demasiado falsa, cada escena de sexo es demasiado inadecuada, y cada escena de acción es demasiado improvisada».

## Secuelas
En 2007, se hizo la secuela BloodRayne 2: Deliverance. Natassia Malthe remplazó a Loken en el papel principal. A diferencia de la primera película, BloodRayne 2: Deliverance salió directamente para video.
Una tercera película, BloodRayne 3: La sangre del Reich fue estrenada en 2010. Natassia Malthe repite su papel como BloodRayne. Ambas secuelas fueron dirigidas por Uwe Boll. Michael Paré ha aparecido en las tres películas, pero como personajes diferentes: Iancu, Pat Garrett y comandante Ekart Brand respectivamente.

## Censura
Luego de la versión censurada que fue mostrada en cines, un corte del director más violento sin censura fue publicado en DVD. Una versión del corte del director del DVD incluía un segundo DVD con una copia completa del videojuego BloodRayne 2.